# Réserve écologique du Boisé-des-Muir
Die Réserve écologique du Boisé-des-Muir ist ein im Jahr 1995 auf einer Fläche von 115,3 ha eingerichtetes Schutzgebiet im äußersten Süden der kanadischen Provinz Québec in der regionalen Grafschaftsgemeinde Le Haut-Saint-Laurent.
Es liegt in der Gemeinde Hinchinbrooke, 5 km östlich von Huntingdon. Seine Aufgabe liegt in Schutz eines alten Waldes, dessen älteste Exemplare über 300 Jahre alt sind. Hauptarten des Muir-Waldes sind Zucker-Ahorn, Amerikanische Buche und Kanadische Hemlocktanne.

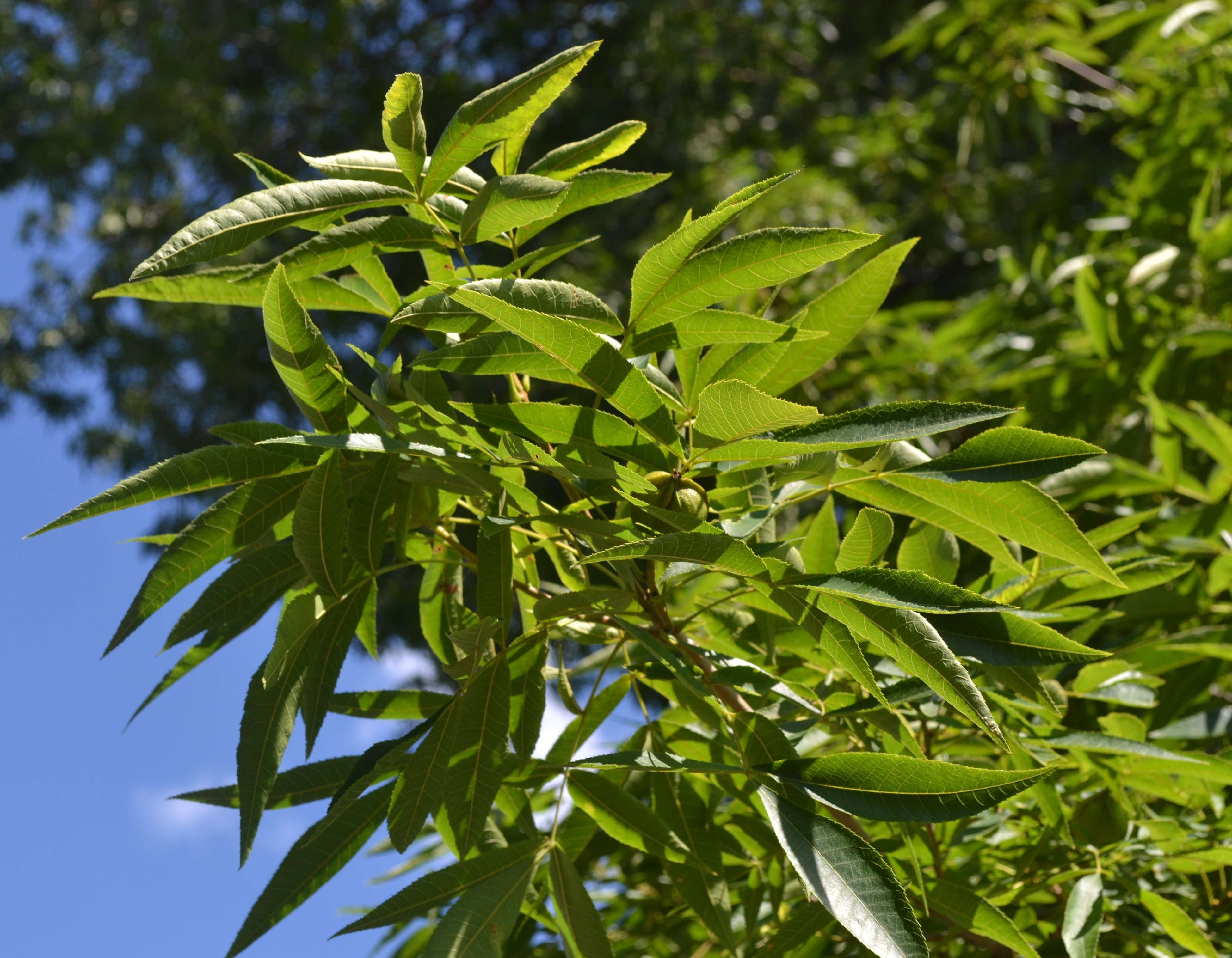
Blätter der Carya cordiformis

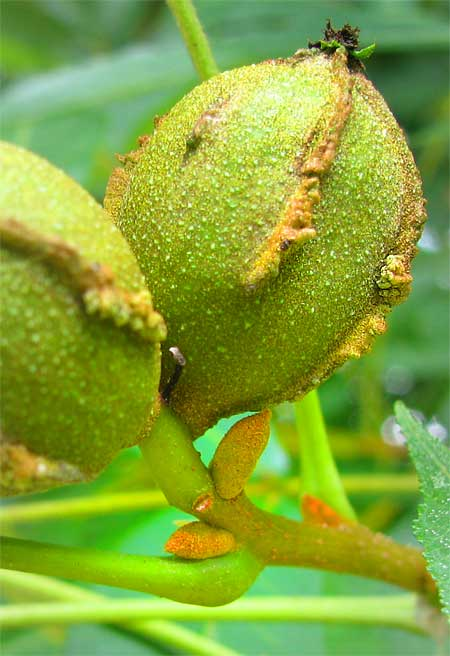
Frucht der Carya cordiformis, auch "Bitternut Hickory" genannt

Das Gebiet liegt auf einem Plateau, das vor allem aus Grès de Potsdam (Quarzsplitt) und Dolomit besteht; das Gefälle liegt meistens unter 5 %, höchstens bei 10 %. Darüber lagerte sich während und nach der letzten Eiszeit Tillit ab. In einem Teil des Gebiets herrscht Braunerde vor, mit einem pH-Wert von 6,1 bis 7, im übrigen nasseren Gebiet im Südwesten des Waldes stehen auf flachem, leicht höckrigem Gelände vor allem die Schwarz-Esche und die Amerikanische Ulme. In ihrer Gesellschaft findet man auch Carya cordiformis aus der Familie der Walnussgewächse und die Amerikanische Linde. Im trockeneren Teil des Waldes, der das Schutzgebiet überwiegend bedeckt, findet man eher den Zucker-Ahorn, die Amerikanische Buche und die Kanadische Hemlocktanne.
Der Name des Gebiets geht auf die Familie Muir zurück, die von 1830 bis 1989 Besitzerin des Waldes war. Diese war überaus traditionsbewusst und hat entsprechende Werkzeuge und Baumaterialien benutzt. Ein Baum wurde nur dann gefällt, wenn er krank war oder besonders krumm. Das Holz diente ausschließlich dem eigenen Bedarf und wurde nicht verkauft.